# Huliński Potok
Huliński Potok – potok, lewostronny dopływ Pienińskiego Potoku.
Potok płynie w Pieninach. Spływa z Masywu Trzech Koron w północnym kierunku, po zachodniej stronie Ostrego Wierchu i Zamkowej Góry. Poniżej Białych Skał uchodzi do Pienińskiego Potoku, będąc największym z jego dopływów. Spływa głębokim jarem, który w całości porośnięty jest gęstym lasem jodłowo-bukowym. Jest to obszar ochrony ścisłej, już przed II wojną światową włączony w obszar Pienińskiego Parku Narodowego. Cała zlewnia potoku znajduje się w granicach Krościenka nad Dunajcem, w województwie małopolskim, w powiecie nowotarskim.

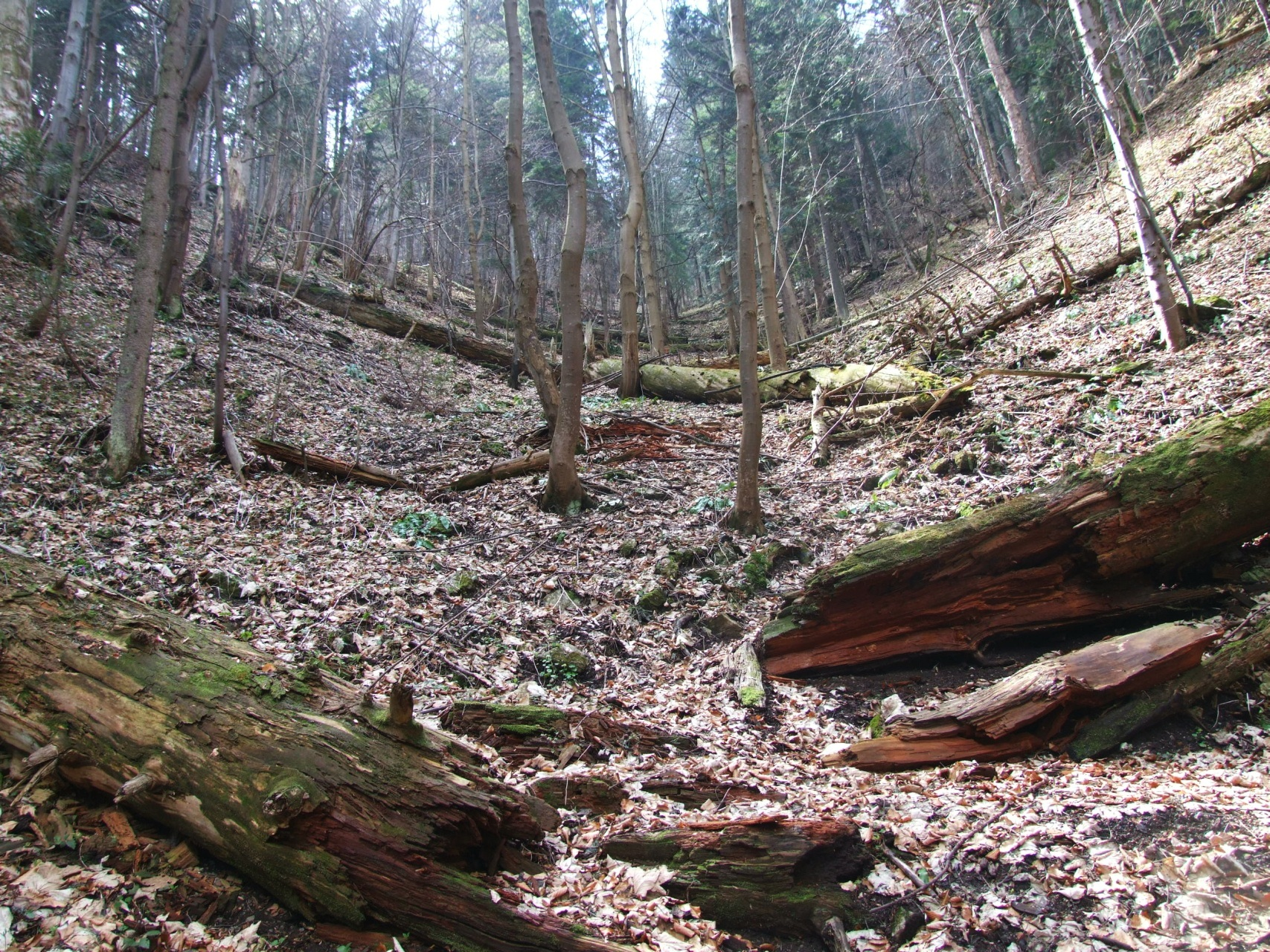
Las w jarze Hulińskiego Potoku

Jar Hulińskiego Potoku zawalony jest powalonymi i próchniejącymi drzewami, a jesienią pokrywa się grubą warstwą liści bukowych. Jodły osiągają tutaj wysokość do 40 m i do 3 m obwodu. Władysław Ściborowski w 1877 pisał: „Tutaj znajdujemy się wobec dziewiczej przyrody, widzimy drzewa wznoszące się prosto, inne pochylone, inne wreszcie przewrócone i próchniejące wśród gęstej zarośli różnych ziół i krzewów bujnie rosnących, którym organiczne szczątki próchniejących roślin dostarczają pożywienia”. Las ten jest fragmentem pierwotnej puszczy pienińskiej. Występują w nim rzadkie już okazy cisa pospolitego, chroniona paproć zanokcica języcznik i pospolita miesiącznica trwała.
Przy potoku prowadzi pieszy niebieski szlak turystyczny z Bajkowego Gronia przez Huliński Potok, Zamkową Górę, Ostry Wierch i Trzy Korony na przełęcz Szopka.